# Sigfrid Peter
Sigfrid Peter (* 23. März 1939 in Feldkirch; † 7. Dezember 1997 in Rankweil) war ein österreichischer Politiker (GRÜNE) und AHS-Religionsprofessor. Er war von 1984 bis 1987 Abgeordneter zum Vorarlberger Landtag.

## Ausbildung und Beruf
Peter besuchte nach der Volksschule Batschuns das Bundesaufbaugymnasium im niederösterreichischen Horn und legte dort 1968 die Matura ab. Er begann daraufhin im Jahr 1963 ein Studium der Theologie an der Universität Innsbruck und schloss sein Studium 1972 mit der Sponsion zum Magister der Theologie (Mag. theol.). Beruflich arbeitete er in der Folge von 1972 bis 1975 als Erzieher am Kolleg Stella Matutina, von 1975 bis 1983 war er als AHS-Religionsprofessor am Bundesbildungsanstalt für Arbeitslehrerinnen Feldkirch tätig. Zudem unterrichtete er von 1976 bis 1977 an der Bundeshandelsschule und Bundeshandelsakademie Feldkirch. Er war des Weiteren von 1978 bis 1985 als Lehrer an der Höheren Technische Bundes-Lehr- und Versuchsanstalt Rankweil sowie von 1984 bis 1987 an der Akademie für Sozialarbeit Bregenz beschäftigt. Von 1987 bis 1988 war er erneut Lehrer an der Höheren Technische Bundes-Lehr- und Versuchsanstalt Rankweil. Aus gesundheitlichen Gründen wurde Peter bereits 1988 pensioniert. 

## Politik und Funktionen
Peter engagierte sich zwischen 1984 und 1987 als Mitglied des Kuratoriums der Pädagogischen Akademie Feldkirch und war zudem Mitglied von „Diözesanes Friedensteam“, das sich später zu Pax Christi der Diözese Feldkirch entwickelte. Er engagierte sich zudem als Mitglied und Pfadfinderführer der Pfadfindergruppe Rankweil und war Mitglied der Alternativen Liste. Mit der Wahlgemeinschaft der Alternativen Liste und der Vereinten Grünen Österreichs gelang ihm und seinen Mitstreitern 1984 der Einzug in den Vorarlberger Landtag, wobei damit erstmals einer ökologischen Bewegung in Österreich der Einzug in einen Landtag gelang. Er war als Abgeordneter des Wahlbezirkes Feldkirch vom 6. November 1984 bis zu seinem Mandatsverzicht am 30. September 1987 Mitglied des Vorarlberger Landtags und war während dieser Zeit Mitglied im Kulturausschuss, Mitglied im Sozialpolitischen Ausschuss ab 1985 Mitglied im Volksanwaltsausschuss sowie Ersatzmitglied im Rechtsausschuss.

## Privates
Peter wurde als Sohn des Lehrers Walter Peter und dessen Gattin Emma Peter geboren. Er heiratete 1972 Rosa Christine Loacker und wurde zwischen 1972 und 1974 Vater zweier Kinder. 